# Swink (Kolorado)
Swink – miasto w Stanach Zjednoczonych, w stanie Kolorado, w hrabstwie Otero.